# Silvia Zanardi
Silvia Zanardi, née le 3 mars 2000 à Fiorenzuola d'Arda, est une coureuse cycliste italienne. Elle pratique le cyclisme sur piste et sur route.

## Biographie
Silvia Zanardi est issue d'une famille de cyclistes. Son frère aîné Marco a couru jusqu'à la catégorie des juniors. Sa mère ne voulait pas qu'elle fasse de la course cycliste, préférant la danse, mais elle a réussi à la convaincre. Elle a commencé le cyclisme à l'âge de huit ans, est active dans le cyclisme de compétition depuis 2013 et a été plusieurs fois championne d'Italie dans différents groupes d'âge.
En 2018, aux mondiaux sur piste juniors (moins de 19 ans), elle décroche l'or en poursuite par équipes (avec Giorgia Catarzi, Sofia Collinelli et Vittoria Guazzini) et en course aux points. Aux championnats d'Europe juniors de la même année, elle remporte également l'or en poursuite par équipes. En 2020, elle est championne d'Europe de course aux points espoirs au Velodromo Attilio Pavesi, dans sa ville natale. Peu de temps après, elle décroche la médaille de bronze dans cette discipline aux championnats d'Europe élites, disputés à Plovdiv en Bulgarie.
En 2021, elle réalise une razzia lors des championnats d'Europe sur piste espoirs à Apeldoorn, où elle remporte trois titres sur la course aux points, la poursuite individuelle et par équipes (avec Chiara Consonni, Eleonora Gasparrini et Martina Fidanza). Quelques semaines plus tard, elle devient à domicile championne d'Europe sur route espoirs. De retour sur piste, elle est vice-championne d'Europe de poursuite par équipes avec Martina Alzini, Rachele Barbieri et Martina Fidanza. En 2022, elle devient championne d’Europe de course aux points espoirs. Elle remporte ensuite le classement de la meilleure jeune de la Setmana Ciclista Valenciana, ainsi qu'une étape du Tour Féminin International des Pyrénées et deux étapes du Tour de l'Ardèche. En 2023, elle remporte le Gran Premio della Liberazione et une autre étape du Tour Cycliste Féminin International de l'Ardèche.
Elle s'engage pour 2024 avec l'équipe UCI Women's WorldTeam Human Powered Health.

## Palmarès sur piste

### Championnats du monde
- Aigle 2018
  -  Championne du monde de poursuite par équipes juniors
  -  Championne du monde de course aux points juniors

### Coupe des nations
- 2022
  - 1re de la poursuite par équipe à Milton (avec Elisa Balsamo, Martina Fidanza, Chiara Consonni et Barbara Guarischi)
  - 2e de l'élimination à Milton
  - 3e de la poursuite individuelle à Milton
- 2023
  - 3e de l'américaine à Jakarta

### Ligue des champions
- 2021
  - 3e de l'élimination à Panevėžys

### Championnats d'Europe
| Édition / Épreuve                 | Poursuite individuelle | Poursuite par équipes                                    | Course aux points | Américaine                |
| Aigle 2018 (juniors)              |                        | Or                                                       |                   |                           |
| Fiorenzuola d'Arda 2020 (espoirs) |                        |                                                          | Or                |                           |
| Plovdiv 2020                      |                        |                                                          | Argent            |                           |
| Apeldoorn 2021 (espoirs)          | Or                     | Or (avec Gasparrini, Fidanza et Consonni)                | Or                |                           |
| Granges 2021                      |                        | Argent (avec Alzini, Fidanza, Barbieri et Paternoster)   |                   |                           |
| Anadia 2022 (espoirs)             | Bronze                 | Or (avec Guazzini, Gasparrini et Vitillo)                | Or                | Or (avec Matilde Vitillo) |
| Munich 2022                       | 9e                     | Argent (avec Barbieri, Paternoster, Fidanza et Guazzini) | Argent            | Or (avec Barbieri)        |
| Granges 2023                      |                        |                                                          | 5e                |                           |

### Championnats d'Italie
- 2018
  - 3e de l'omnium juniors
- 2023
  -  Championne d'Italie de course à l'élimination
  - 2e de l'omnium

### Autres
- 2020
  - Trois jours d'Aigle (omnium)

## Palmarès sur route

### Par années
- 2021
  -  Championne d'Europe sur route espoirs
  - 3e du Grand Prix de Fourmies
  - 3e du Grand Prix du Morbihan
- 2022
  - Visegrad 4 Ladies Series Hungary
  - 4e étape du Tour Féminin International des Pyrénées
  - 6e étape du Tour de l'Ardèche
  - 3e du Trofeo Oro in Euro
  - 3e de la Visegrad 4 Ladies Race Slovakia
  - 4e du championnat d'Europe sur route espoirs
  - 6e du championnat du monde sur route espoirs
- 2023
  - Gran Premio della Liberazione PINK
  - 4e étape du Tour cycliste féminin international de l'Ardèche
  - 3e du Giro Mediterraneo Rosa
- 2024
  - Grand Prix de Fourmies

### Résultats sur les grands tours

#### Tour d'Italie
6 participations
- 2020 : 53e
- 2021 : 72e
- 2022 : non-partante (7e étape)
- 2023 : 54e
- 2024 : 91e
- 2025 : 102e

#### Tour d'Espagne
2 participations
- 2024 : 98e
- 2025 : 100e

### Classements mondiaux
| Année                                 | 2020 | 2021 | 2022 | 2023 | 2024 |
| ------------------------------------- | ---- | ---- | ---- | ---- | ---- |
| Classement UCI                        | 80e  | 71e  | 52e  | 138e | 79e  |
| UCI World Tour                        | 84e  | 150e | 174e | 166e | 68e  |
|                                       |      |      |      |      |      |
| Légende : nc = non classéSource : UCI |      |      |      |      |      |